# Football Club Messina Peloro 2002-2003
Questa voce raccoglie le informazioni riguardanti il Football Club Messina Peloro nelle competizioni ufficiali della stagione 2002-2003.

## Stagione
Nella stagione 2002-2003 il Messina è allenato da Francesco Oddo, disputa il campionato di Serie B, ottenendo con 46 punti una tribolata salvezza. Chiude il girone di andata con 26 punti a metà classifica. Nel girone di ritorno però perde la strada maestra, così a sei giornate dal termine, con 39 punti, in piena lotta per evitare la retrocessione, dopo la sconfitta subita a Bari al 94° con una rete dell'ex Denis Godeas, la dirigenza sostituisce il tecnico con Bruno Bolchi, che con la sua esperienza riesce a traghettare i giallorossi verso la salvezza. Stagione notevole quella disputata dall'attaccante Riccardo Zampagna, arrivato dal Siena via Cosenza, autore di 17 reti, tutte in campionato. Nella Coppa Italia il Messina disputa il girone 8 di qualificazione, che ha promosso la Reggina al secondo turno, senza ottenere nessuna vittoria.

## Rosa
| N. |                           | Ruolo | Calciatore                  |
| -- | ------------------------- | ----- | --------------------------- |
| 1  | Italia (bandiera)         | P     | Emanuele Manitta            |
| 1  | Italia (bandiera)         | P     | Marco Storari               |
| 2  | Italia (bandiera)         | D     | Daniele Portanova           |
| 3  | Italia (bandiera)         | D     | Salvatore Accursi           |
| 4  | Italia (bandiera)         | C     | Manuel Milana               |
| 4  | Italia (bandiera)         | D     | Massimiliano Giacobbo       |
| 5  | Italia (bandiera)         | D     | Giovanni Giuseppe Di Meglio |
| 6  | Italia (bandiera)         | C     | Salvatore Marra             |
| 6  | Egitto (bandiera)         | C     | Hany Said                   |
| 7  | Italia (bandiera)         | C     | Nicola Princivalli          |
| 8  | Italia (bandiera)         | C     | Fabio Bellotti              |
| 8  | Costa d'Avorio (bandiera) | D     | Marco André Zoro            |
| 9  | Italia (bandiera)         | A     | Luigi Molino                |
| 9  | Italia (bandiera)         | A     | Emanuele Calaiò             |
| 10 | Italia (bandiera)         | C     | Enrico Buonocore            |
| 11 | Italia (bandiera)         | A     | Denis Godeas                |
| 11 | Brasile (bandiera)        | A     | Amauri                      |
| 12 | Italia (bandiera)         | P     | Alessandro Quarta           |
| 13 | Italia (bandiera)         | D     | Raffaele Ametrano           |
| 14 | Italia (bandiera)         | D     | Alessandro Bertoni          |
| 15 | Italia (bandiera)         | D     | Fabio Di Fausto             |
| 16 | Italia (bandiera)         | C     | Salvatore Vicari            |
| 17 | Italia (bandiera)         | D     | Salvatore D'Alterio         |
| 18 | Italia (bandiera)         | D     | Cristiano Pavone            |
| 18 | Italia (bandiera)         | A     | Riccardo Zampagna           |
| 19 | Cile (bandiera)           | A     | Julio Gutiérrez             |
| 20 | Italia (bandiera)         | A     | Francesco Marra             |
| 21 | Italia (bandiera)         | C     | Sergio Campolo              |
| 23 | Italia (bandiera)         | D     | Francesco Bellucci          |
| 24 | Italia (bandiera)         | C     | Carmine Coppola             |

| N. |                   | Ruolo | Calciatore            |
| -- | ----------------- | ----- | --------------------- |
| 25 | Italia (bandiera) | D     | Marco Palma           |
| 25 | Italia (bandiera) | P     | Anthony Verì          |
| 27 | Italia (bandiera) | C     | Michele Bacis         |
| 27 | Italia (bandiera) | A     | Simone Cavalli        |
| 28 | Italia (bandiera) | D     | Pietro Sportillo      |
| 29 | Italia (bandiera) | C     | Vincenzo Silvestri    |
| 31 | Italia (bandiera) | D     | Riccardo Corallo      |
| 32 | Italia (bandiera) | A     | Armando Guastella     |
| 33 | Italia (bandiera) | C     | Giuseppe Russo        |
| 37 | Italia (bandiera) | C     | Michele Merlo         |
| 41 | Italia (bandiera) | C     | Salvatore Sullo       |
| 50 | Italia (bandiera) | C     | Daniele Ancione       |
| 53 | Italia (bandiera) | P     | Marco Giambruno       |
| 61 | Italia (bandiera) | P     | Vincenzo Marruocco    |
| 62 | Italia (bandiera) | D     | Raffaele Gambuzza     |
| 68 | Italia (bandiera) | P     | Alessandro Cesaretti  |
| 73 | Italia (bandiera) | D     | Leo Criaco            |
| 75 | Italia (bandiera) | A     | Alessandro Iannuzzi   |
| 77 | Italia (bandiera) | D     | Domenico Maietta      |
| 82 | Italia (bandiera) | P     | Ermanno Fumagalli     |
| 83 | Italia (bandiera) | C     | Francesco Favasuli    |
| 83 | Italia (bandiera) | A     | Emilio Benito Docente |
| 99 | Italia (bandiera) | D     | Fabrizio Lo Piccolo   |
|    | Italia (bandiera) | P     | Domenico Cecere       |
|    | Italia (bandiera) | C     | Davide Arigò          |
|    | Italia (bandiera) | A     | Tindaro Calabrese     |
|    | Italia (bandiera) | D     | Salvatore Lo Presti   |
|    | Italia (bandiera) | C     | Dario Merlino         |
|    | Italia (bandiera) | D     | Andrea Minniti        |
|    | Italia (bandiera) | A     | Nicola Porcarelli     |

## Risultati

### Campionato

#### Girone di andata
| Arbitro: | Nucini (Bergamo) |

|                |           |  |
| Borgobello 37’ | Marcatori |  |

| Arbitro: | Racalbuto (Gallarate) |

|                   |           |  |
| Iannuzzi 33’, 82’ | Marcatori |  |

| Arbitro: | Bergonzi (Genova) |

|                 |           |  |
| Ghirardello 59’ | Marcatori |  |

| Arbitro: | Paparesta (Bari) |

|                               |           |                        |
| Portanova 12’ Calaiò 56’, 68’ | Marcatori | 33’, 74’, 82’ Oliveira |

| Arbitro: | Rodomonti (Teramo) |

|  |           |                              |
|  | Marcatori | 54’ Chevanton 80’ Giacomazzi |

| Arbitro: | Cassarà (Palermo) |

|           |           |  |
| Bruno 47’ | Marcatori |  |

| Arbitro: | Palanca (Roma) |

|                              |           |               |
| Zampagna 9’, 44’ (rig.), 87’ | Marcatori | 23’ Tamburini |

| Arbitro: | Bertini (Arezzo) |

|            |           |              |
| Malagò 28’ | Marcatori | 21’ Zampagna |

| Arbitro: | Trefoloni (Siena) |

|                          |           |            |
| Zampagna 12’, 36’ (rig.) | Marcatori | 52’ Yllana |

| Arbitro: | Dattilo (Locri) |

|                |           |          |
| Maini 22’, 44’ | Marcatori | 4’ Sullo |

| Arbitro: | Tombolini (Ancona) |

|                        |           |              |
| Sullo 32’ Zampagna 62’ | Marcatori | 90+1’ Melara |

| Arbitro: | Nucini (Bergamo) |

|  |           |                     |
|  | Marcatori | 31’ (rig.) Zampagna |

| Arbitro: | Gabriele (Frosinone) |

|                              |           |                         |
| Princivalli 52’ Zampagna 80’ | Marcatori | 45’ Spinesi 90’ De Rosa |

| Arbitro: | Racalbuto (Gallarate) |

|  |           |                           |
|  | Marcatori | 42’ Zampagna 90’ Ametrano |

| Arbitro: | De Santis (Tivoli) |

|                              |           |                                   |
| Guidoni 12’, 89’ Lentini 37’ | Marcatori | 13’, 45+1’ Zampagna 41’ Portanova |

| Arbitro: | Palanca (Roma) |

|                            |           |             |
| Princivalli 51’ Vicari 59’ | Marcatori | 82’ Maniero |

| Arbitro: | Dattilo (Locri) |

|                       |           |               |
| Fava Passaro 15’, 64’ | Marcatori | 33’ Portanova |

| Arbitro: | Saccani (Mantova) |

|                                           |           |                                       |
| Domizzi 3’ (aut.), 26’ (aut.) Campolo 58’ | Marcatori | 15’ Valtolina 32’ Palombo 75’ Bazzani |

| Arbitro: | Paparesta (Bari) |

|              |           |  |
| Stellone 17’ | Marcatori |  |

#### Girone di ritorno
| Arbitro: | Ayroldi (Molfetta) |

|                        |           |                            |
| Zampagna 10’ Sullo 20’ | Marcatori | 14’ (rig.), 87’ Borgobello |

| Salerno 2 febbraio 2003 21ª giornata | Salernitana    | 0 – 0 | Messina | Stadio Arechi\| Arbitro: \| Pieri (Genova) \| |
| Arbitro:                             | Pieri (Genova) |       |         |                                               |

| Messina 9 febbraio 2003 22ª giornata | Messina               | 0 – 0 | Siena | Stadio Giovanni Celeste\| Arbitro: \| Racalbuto (Gallarate) \| |
| Arbitro:                             | Racalbuto (Gallarate) |       |       |                                                                |

| Arbitro: | Paparesta (Bari) |

|                     |           |             |
| Giacobbo 74’ (aut.) | Marcatori | 70’ Campolo |

| Arbitro: | Morganti (Ascoli Piceno) |

|             |           |              |
| Bojinov 26’ | Marcatori | 14’ Bellucci |

| Arbitro: | Palmieri (Cosenza) |

|                                     |           |               |
| Zampagna 59’ Docente 72’ Amauri 85’ | Marcatori | 8’, 20’ Bruno |

| Arbitro: | Gabriele (Frosinone) |

|                               |           |            |
| Marcolini 78’ Margiotta 90+3’ | Marcatori | 28’ Amauri |

| Arbitro: | Nucini (Bergamo) |

|                                 |           |             |
| Zampagna 22’ (rig.) Campolo 77’ | Marcatori | 1’ Mihalcea |

| Arbitro: | Bolognino (Milano) |

|                                                  |           |              |
| Adailton 12’ Melis 33’ Diliso 40’ M. Vieri 90+3’ | Marcatori | 69’ Zampagna |

| Arbitro: | Gabriele (Frosinone) |

|            |           |           |
| Amauri 66’ | Marcatori | 67’ Budan |

| Arbitro: | Treossi (Forlì) |

|                                    |           |              |
| Negri 40’ Protti 45+2’, 59’, 90+5’ | Marcatori | 66’ Zampagna |

| Arbitro: | Treossi (Forlì) |

|                            |           |                              |
| Amauri 45+1’ Portanova 85’ | Marcatori | 34’ M. Esposito 84’ Langella |

| Arbitro: | Rizzoli (Bologna) |

|              |           |  |
| Godeas 90+5’ | Marcatori |  |

| Arbitro: | Gabriele (Frosinone) |

|                  |           |              |
| Sullo 19’ (rig.) | Marcatori | 15’ M. Rossi |

| Arbitro: | Racalbuto (Gallarate) |

|             |           |  |
| Coppola 15’ | Marcatori |  |

| Arbitro: | Dondarini (Finale Emilia) |

|                                  |           |           |
| Di Napoli 17’ (rig.) Morrone 77’ | Marcatori | 40’ Sullo |

| Arbitro: | Bolognino (Milano) |

|                                      |           |                          |
| Sullo 39’ (rig.) Parisi 90+1’ (aut.) | Marcatori | 5’ Beretta 80’ Gubellini |

| Arbitro: | Palanca (Roma) |

|                |           |                  |
| C. Colombo 76’ | Marcatori | 28’ (rig.) Sullo |

| Arbitro: | Pieri (Genova) |

|              |           |             |
| Zampagna 29’ | Marcatori | 17’ Dionigi |

### Coppa Italia
| Arbitro: | Palmieri (Cosenza) |

|           |           |             |
| Sullo 28’ | Marcatori | 81’ Mascara |

| Reggio Calabria 25 agosto 2002, ore 20:30 2ª giornata | Reggina            | 0 – 0 | Messina | Stadio Oreste Granillo\| Arbitro: \| De Santis (Tivoli) \| |
| Arbitro:                                              | De Santis (Tivoli) |       |         |                                                            |

| Arbitro: | Ayroldi (Molfetta) |

|              |           |  |
| Cariello 49’ | Marcatori |  |